# Лаура Барна
Лаура Барна (Јазово, 6. фебруар 1964) српска је књижевница и историчарка уметности. Пише прозу (романе, приповетке, есеје) и стручне радове из историје уметности, које објављује у домаћој и иностраној књижевној периодици. Њена дела су превођена на мађарски, словачки, пољски и енглески. Члан је Удружења књижевника Србије. Живи у Београду.

## Биографија
Школовала се у Херцег Новом, Сплиту и Београду. Од 1995. године објављује приче, есеје, студије, ликовне критике и стручне радове из историје уметности у домаћој и иностраној књижевној периодици, а пише и рецензије и предговоре (преко 300 публикованих радова). Приче, есеји, као и ликовне критике заступљени су у домаћим и иностраним часописима, антологијама, зборницима, алманасима и годишњацима. Роман Црвени пресек (2015) преведен је на мађарски језик.
У сарадњи са Градском општином Савски венац и Кућом краља Петра I од 2009. године уређује и води књижевне и културолошке трибине у оквиру ауторског пројекта Исидора нас слуша. Кроз овај пројекат представљени су најзначајнији и најактуелнији српски писци и уметници, као и добитници престижних српских и међународних награда и признања.
Учествовала је у организацији многих ликовних изложби, од којих је најзначајнија Мода српске елите (1804–1918), у сарадњи са Кућом краља Петра I и Центром за истраживање дигиталне културе.
Аутор је изложбе Исидора одржане почетком 2016. године у Кући краља Петра I, где су први пут од књижевничине смрти изнесени њени лични предмети из Легата „Исидора Секулић“ који се чува у Универзитетској библиотеци „Светозар Марковић“ у Београду, и у виду књижевничине реконструисане радне собе, након педесет и осам година, представљени на увид широј јавности.
Као познавалац лика и дела Исидоре Секулић учествовала је у снимању филма о њеном животу, раду и сапутницима. У продукцији ТВ МАГ из Обреновца и Библиотеке “Влада Аксентијевић” из Обреновца, филм „Исидора“ приказује се уз ауторкино предавање о великој књижевници у библиотекама и школама широм Србије и Републике Српске. 
Једна је од чланова жирија за идејно решење споменика Исидори Секулић, а који је заслугом Фонда Исидора Секулић и ГО Савски венац постављен на Топчидерском брду.
У сарадњи са Фондом „Лаза Костић“ из Новог Сада и Центром за предавачку делатност Задужбине Илије М. Коларца, у Коларчевој задужбини отворила је серију предавања Великани науке у лимбу заборава, где је одржала предавање Кућа памти – Веселин Чајкановић (1881–1946).
У сарадњи са словачким месечником за књижевност и културу Нови живот, водила је разговор о идентитету и укрштају нација са словачком филозофкињом и списатељицом Етелом Фаркашовом, што је уз два репрезентативна њена есеја објављено паралелно на српском и словачком језику.
Живи и ради у Београду као слободни уметник и лектор за српски језик.

## Награде и признања
- "Шумадијске метафоре" 2003.
- "Милутин Ускоковић" 2007. за најбољу приповетку објављену на српском језику (приповетка „Запис“).
- "Мирослав Дерета" 2007. (Црно тело)[7]
- Награда Бранко Ћопић 2009. (Моја последња главобоља)[8]
- Награда Димитрије Митриновић, 2008. (Моја последња главобоља)[9]
- Најужи избор за НИН-ову награду 2008. (Моја последња главобоља)